# کاندن (مونتانا)
کاندن (به انگلیسی: Condon) شهری در ایالت مونتانا کشور ایالات متحده آمریکا است که جمعیت آن در سرشماری سال ۲۰۱۰ میلادی، ۳۴۳ نفر بوده‌است.